# Liste de saints anglo-saxons

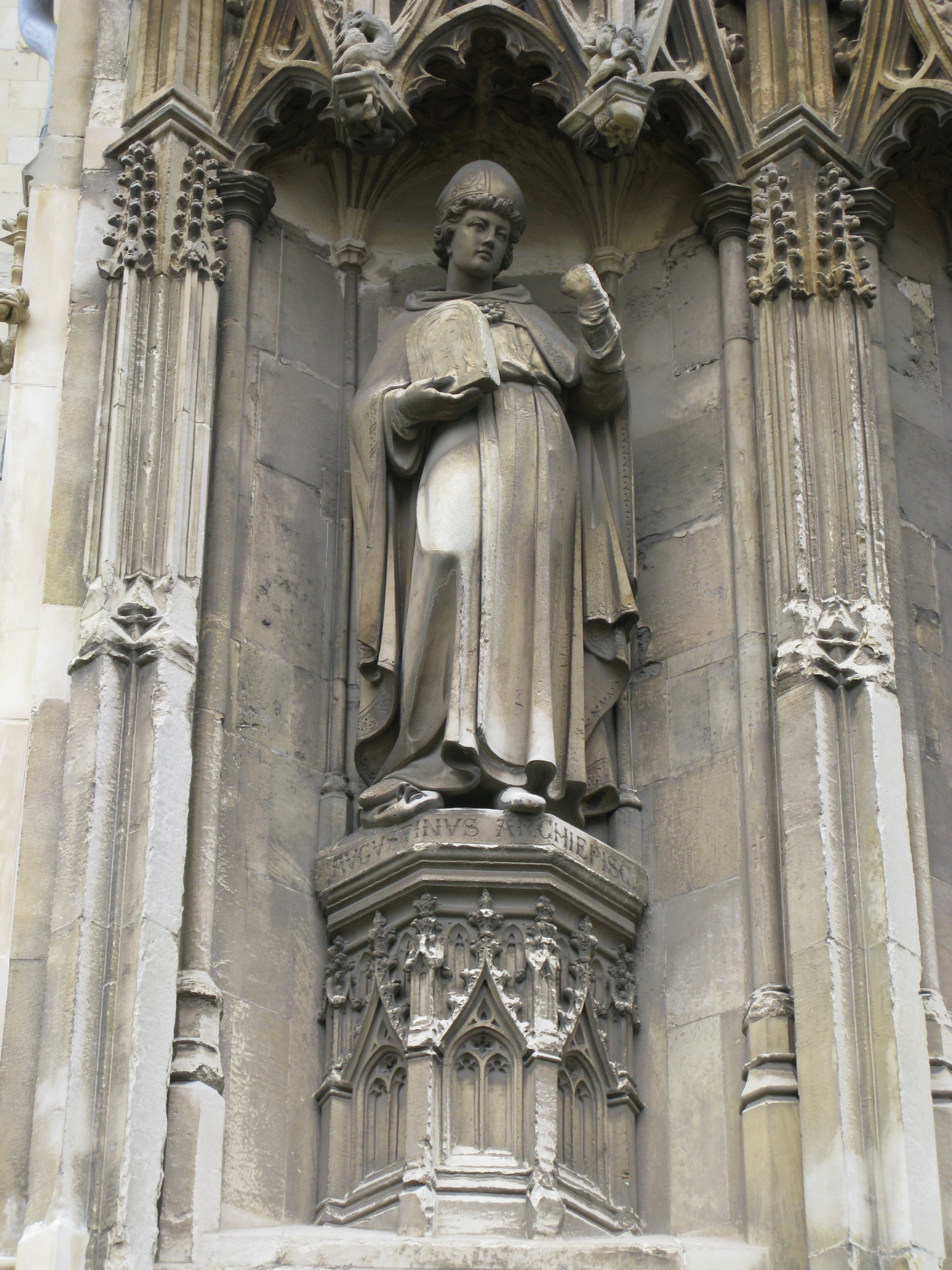
Statue de saint Augustin à la cathédrale de Cantorbéry.

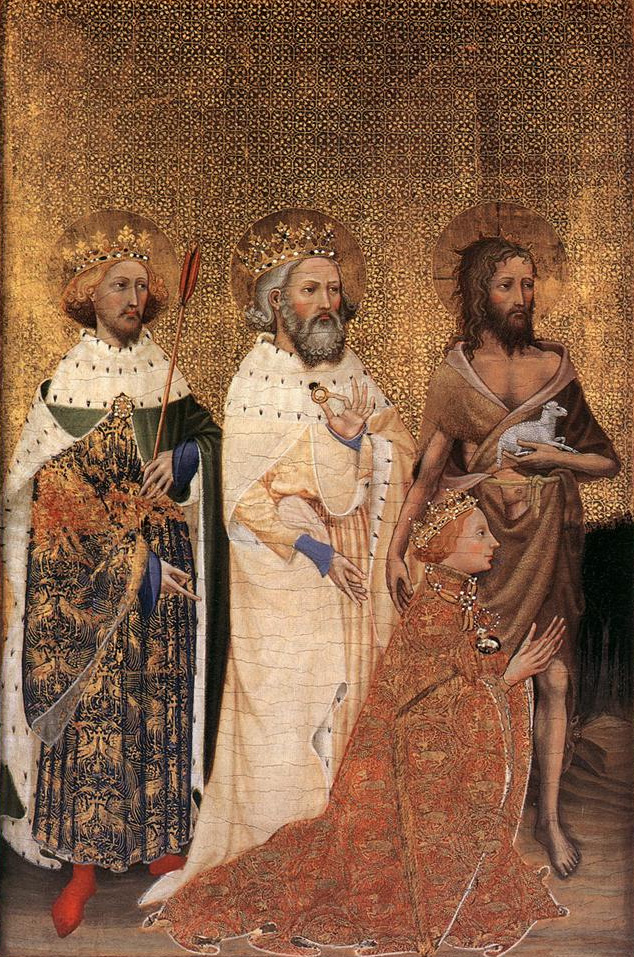
Les saints Edmond le Martyr et Édouard le Confesseur sur le panneau gauche du diptyque de Wilton (fin du XIVe siècle).

Cette liste rassemble les saints issus de l'Angleterre anglo-saxonne, jusqu'à la conquête normande de 1066. Elle inclut également des saints non originaires d'Angleterre, mais qui lui sont particulièrement liés.

## Liste
| Nom                        | Décès      | Sanctuaire          | Fête                    | Notes                                                            |
| -------------------------- | ---------- | ------------------- | ----------------------- | ---------------------------------------------------------------- |
| Acca                       | 740/742    | Hexham              | 20 octobre              | Évêque de Hexham.                                                |
| Adrien de Cantorbéry       | 710        | Cantorbéry          | 9 janvier               | Originaire d'Afrique.                                            |
| Æbbe la Jeune              | 870 ?      | Coldingham          | ?                       | Historicité douteuse.                                            |
| Ælfthryth de Crowland      | vers 835   | Crowland            | 2 août                  | Princesse de Mercie.                                             |
| Ælfwald de Northumbrie     | 788        | Hexham              | 23 septembre            | Roi de Northumbrie.                                              |
| Æthelberht de Kent         | 616        | Ramsey              | 24/25 février           | Roi de Kent.                                                     |
| Æthelberht d'Est-Anglie    | 794        | Hereford            | 20 mai                  | Roi d'Est-Anglie.                                                |
| Æthelburh de Barking       | après 688  | Barking             | 11 octobre              | Abbesse de Barking.                                              |
| Æthelburh de Kent          | 647        | Lyminge             | 8 septembre             | Princesse de Kent et reine de Northumbrie.                       |
| Æthelhard                  | 805        | Cantorbéry          | 12 mai                  | Archevêque de Cantorbéry. Culte supprimé par Lanfranc.           |
| Æthelthryth                | 679        | Ely                 | 23 juin                 | Princesse d'Est-Anglie.                                          |
| Æthelwold de Winchester    | 984        | Winchester          | 1er août                | Évêque de Winchester.                                            |
| Aidan de Lindisfarne       | 651        | Lindisfarne         | 31 août                 | Originaire d'Irlande. Évêque de Lindisfarne.                     |
| Alcmond de Derby           | vers 800   | Derby               | 19 mars                 | Prince de Northumbrie.                                           |
| Alcmond de Hexham          | 781        | Hexham              | 7 septembre             | Évêque de Hexham.                                                |
| Aldhelm                    | 709        | Malmesbury          | 25 mai                  | Évêque de Sherborne.                                             |
| Alphège de Cantorbéry      | 1012       | Cantorbéry          | 19 avril                | Archevêque de Cantorbéry, martyr.                                |
| Alphège le Chauve          | 951        | Winchester          | 12 mars                 | Évêque de Winchester                                             |
| Augustin                   | 604        | Cantorbéry          | 26/27 mai               | Membre de la mission grégorienne. Archevêque de Cantorbéry.      |
| Baldred de Tyninghame      | 757        | Tyninghame, Durham  | 6 mars                  | Ermite et abbé northumbrien.                                     |
| Bède le Vénérable          | 735        | Durham              | 25/27 mai               | Moine et chroniqueur.                                            |
| Benoît Biscop              | 690        | Thorney             | 12 janvier              | Abbé de Wearmouth-Jarrow.                                        |
| Berthe de Kent             | vers 612   | Cantorbéry          | 1er mai                 | Reine de Kent.                                                   |
| Bertwald                   | 731        | Cantorbéry          | 9 janvier               | Archevêque de Cantorbéry.                                        |
| Birin                      | 649        | Winchester          | 3 décembre              | Évêque de Dorchester.                                            |
| Boniface                   | 754        | Fulda               | 5 juin                  | Archevêque de Mayence.                                           |
| Bosa                       | vers 705   | York                | 9 mars                  | Évêque d'York.                                                   |
| Botwulf                    | 680        | Thorney             | 17 juin                 | Fondateur du monastère d'Icanho.                                 |
| Bregwin                    | 764        | Cantorbéry          | 26 août                 | Archevêque de Cantorbéry.                                        |
| Burchard                   | vers 755   | Wurtzbourg          | 14 octobre              | Évêque de Wurtzbourg.                                            |
| Byrnstan                   | 934        | Winchester          | 4 novembre              | Évêque de Winchester.                                            |
| Cédric                     | 664        | Lastingham          | 26 octobre              | Évêque de Londres.                                               |
| Ceolfrith                  | 717        | Wearmouth-Jarrow    | 25 septembre            | Abbé de Wearmouth-Jarrow.                                        |
| Chad                       | 672        | Lichfield           | 2 mars                  | Évêque des Merciens et des Northumbriens.                        |
| Cuthbert de Cantorbéry     | 760        | Cantorbéry          | 26 octobre              | Archevêque de Cantorbéry.                                        |
| Cuthbert de Lindisfarne    | 687        | Lindisfarne         | 20 mars                 | Évêque de Lindisfarne.                                           |
| Deusdedit                  | 664        | Cantorbéry          | 14 juillet              | Archevêque de Cantorbéry.                                        |
| Dunstan                    | 988        | Cantorbéry          | 19 mai                  | Archevêque de Cantorbéry.                                        |
| Eadberht                   | 698        | Lindisfarne         | 6 mai                   | Évêque de Lindisfarne.                                           |
| Eadwold                    | IXe siècle | Cerne               | 29 août                 | Ermite.                                                          |
| Eanflæd                    | 704        | Whitby              | 24 novembre             | Princesse de Northumbrie.                                        |
| Eanswith                   | ap. 630    | Folkestone          | 31 août ou 12 septembre | Princesse de Kent, fondatrice de l'abbaye de Folkestone.         |
| Ecgwine                    | 717        | Evesham             | 30 décembre             | Évêque de Worcester.                                             |
| Edgar                      | 975        | Glastonbury         | 8 juillet               | Roi d'Angleterre.                                                |
| Édith de Wilton            | 984        | Wilton              | 16 septembre            | Princesse d'Angleterre.                                          |
| Edmond le Martyr           | 869        | Bury St Edmunds     | 20 novembre             | Roi d'Est-Anglie, martyr.                                        |
| Édouard le Confesseur      | 1066       | Westminster         | 5 janvier               | Roi d'Angleterre.                                                |
| Édouard le Martyr          | 978        | Shaftesbury         | 18 mars                 | Roi d'Angleterre, martyr.                                        |
| Edsige                     | 1050       | Cantorbéry          | 28 octobre              | Archevêque de Cantorbéry.                                        |
| Erkenwald                  | 693        | Londres             | 30 avril                | Évêque de Londres.                                               |
| Ermenilda                  | vers 700   | Ely                 | 13 février              | Princesse de Kent.                                               |
| Finan                      | 661        | Lindisfarne         | 17 février              | Originaire d'Irlande. Évêque de Lindisfarne.                     |
| Félix de Burgondie         | 647/648    | Dommoc, Ramsey      | 8 mars                  | Originaire de Bourgogne. Évêque d'Est-Anglie.                    |
| Guthlac                    | 714        | Crowland            | 11 avril                | Moine et ermite mercien.                                         |
| Hilda de Whitby            | 680        | Whitby              | 17 novembre             | Abbesse de Whitby.                                               |
| Honorius                   | 653        | Cantorbéry          | 30 septembre            | Membre de la mission grégorienne. Archevêque de Cantorbéry.      |
| Ithamar                    | 655 × 664  | Rochester           | 10 juin                 | Évêque de Rochester.                                             |
| Jacques le Diacre          | après 671  | Cantorbéry          | 17 août ou 11 octobre   | Membre de la mission grégorienne.                                |
| Jænberht                   | 792        | Cantorbéry          | 12 août                 | Archevêque de Cantorbéry.                                        |
| Jean de Beverley           | 721        | Beverley            | 7 mai                   | Évêque d'York.                                                   |
| Juste de Cantorbéry        | 627 × 631  | Cantorbéry          | 10 novembre             | Membre de la mission grégorienne. Archevêque de Cantorbéry.      |
| Laurent de Cantorbéry      | 619        | Cantorbéry          | 3 février               | Membre de la mission grégorienne. Archevêque de Cantorbéry.      |
| Lioba                      | 782        | Fulda               | 28 septembre            | Membre de la mission de Boniface en Germanie.                    |
| Lull                       | 786        | Hersfeld            | 16 octobre              | Archevêque de Mayence.                                           |
| Marguerite d'Écosse        | 1093       | Dunfermline         | 16 novembre             | Princesse d'Angleterre.                                          |
| Mellitus                   | 624        | Cantorbéry          | 24 avril                | Membre de la mission grégorienne. Archevêque de Cantorbéry.      |
| Mildburh                   | 715 ?      | Wenlock             | 23 février              | Princesse de Mercie, abbesse de Wenlock.                         |
| Mildthryth                 | 716 × 733  | Minster-in-Thanet   | 13 juillet              | Princesse de Mercie, abbesse de Minster-in-Thanet.               |
| Nothhelm                   | 739        | Cantorbéry          | 17 octobre              | Archevêque de Cantorbéry.                                        |
| Oda le Sévère              | 958        | Cantorbéry          | 4 juillet               | Archevêque de Cantorbéry.                                        |
| Osgyth                     | vers 700 ? | St Osyth            | 7 octobre               | Princesse de Surrey, martyre.                                    |
| Oswald de Worcester        | 992        | Worcester           | 28/29 février           | Évêque de Worcester.                                             |
| Oswald de Northumbrie      | 642        | Bardney, Gloucester | 5 août                  | Roi de Northumbrie.                                              |
| Oswine de Deira            | 651        | Tynemouth           | 20 août                 | Roi de Deira.                                                    |
| Paulin                     | 644        | Rochester           | 10 octobre              | Membre de la mission grégorienne. Évêque d'York et de Rochester. |
| Pierre de Cantorbéry       | après 614  | Cantorbéry          | 6 janvier               | Membre de la mission grégorienne. Abbé de Saint-Augustin.        |
| Plegmund                   | 923        | Cantorbéry          | 2 août                  | Archevêque de Cantorbéry.                                        |
| Sebbi                      | 694        | Londres             | 29 août                 | Roi d'Essex.                                                     |
| Seaxburh d'Ely             | vers 699   | Ely                 | 6 juillet               | Reine de Kent, abbesse d'Ely.                                    |
| Siegfried de Suède         | 1045       | Växjö               | 15 février              | Évangélisateur de la Suède.                                      |
| Sigeberht d'Est-Anglie     | vers 634   | Växjö               | 29 octobre ?            | Roi d'Est-Anglie, martyr.                                        |
| Suitbert de Werth          | 713        | Kaiserswerth        | 1er mars                | Évangélisateur de la Frise.                                      |
| Swithun                    | 862        | Winchester          | 15 juillet              | Évêque de Winchester.                                            |
| Tancrède, Torthred et Tova | 870 ?      | Thorney             | 18 septembre            | Ermites à Thorney.                                               |
| Tatwin                     | 734        | Cantorbéry          | 30 juillet              | Archevêque de Cantorbéry.                                        |
| Théodore de Tarse          | 690        | Cantorbéry          | 19 septembre            | Originaire de Tarse. Archevêque de Cantorbéry.                   |
| Wealdburg                  | 777/779    | Eichstätt           | 1er mai                 | Abbesse de Heidenheim am Hahnenkamm.                             |
| Walstan                    | 1016       | Bawburgh            | 30 mai                  | Saint patron des fermiers.                                       |
| Werburh                    | 699        | Hanbury, Chester    | 3 février               | Princesse de Mercie.                                             |
| Wigstan                    | 840 × 849  | Repton              | 1er juin                | Prince de Mercie.                                                |
| Wihtburh                   | 743 ?      | Dereham             | 8 juillet               | Abbesse de Dereham.                                              |
| Wilfrid                    | 709/710    | Ripon               | 24 avril ou 12 octobre  | Évêque de Northumbrie.                                           |
| Wilfrid II                 | 745/746    | York                | 29 avril                | Évêque d'York.                                                   |
| Willibald                  | vers 787   | Eichstätt           | 7 juillet               | Évêque d'Eichstätt.                                              |
| Wulfhilde                  | après 996  | Barking             | 9 septembre             | Abbesse de Barking.                                              |
| Wulfsige                   | 1002       | Sherborne           | 8 janvier               | Évêque de Sherborne.                                             |
| Wulfstan                   | 1095       | Worcester           | 19 janvier              | Évêque de Worcester.                                             |
| Wulfthryth                 | 985        | Wilton              | ?                       | Abbesse de Wilton.                                               |
| Wynnebald                  | 761        | Heidenheim          | 18 décembre             | Missionnaire et fondateur de l'abbaye de Heidenheim.             |